# Theridion schlingeri
Theridion schlingeri là một loài nhện trong họ Theridiidae.
Loài này thuộc chi Theridion. Theridion schlingeri được Herbert Walter Levi miêu tả năm 1963.